# استارجن (میزوری)
استارجن (به انگلیسی: Sturgeon) یک شهر در ایالات متحده آمریکا است که در شهرستان بونی، میزوری واقع شده‌است. استارجن ۲٫۰۲ کیلومتر مربع مساحت و ۸۷۲ نفر جمعیت دارد و ۲۵۶ متر بالاتر از سطح دریا واقع شده‌است.